# جبهة (وحدة عسكرية سوفيتية)

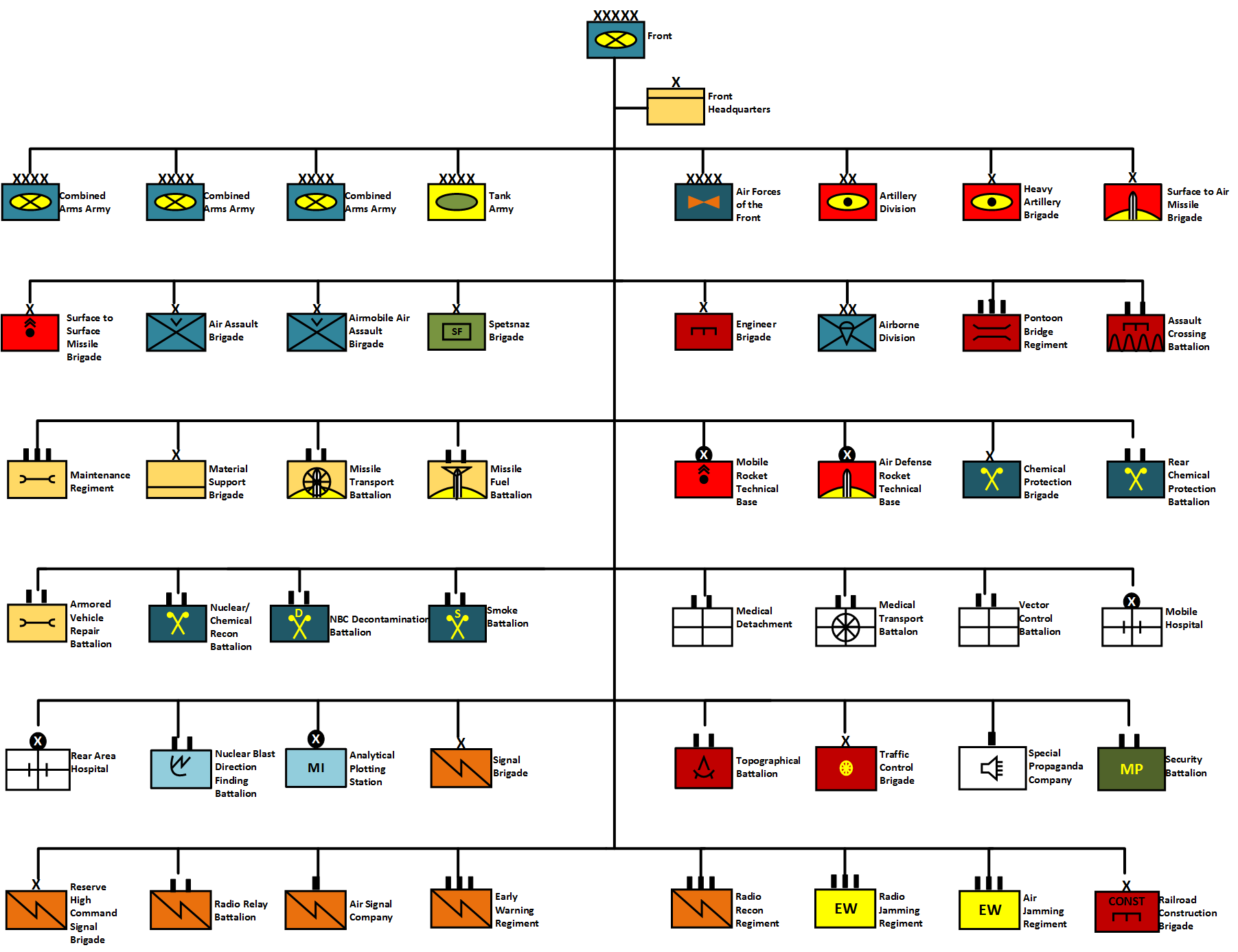

كانت الجبهة تنظيما عسكريا هاما في الجيش السوفيتي، وهي تعادل مجموعة جيوش في التسميات العسكرية للبلدان الأخرى ماعدا وقت الحرب العالمية الثانية. وكانت تُخلط في بعض الأحيان مع مصطلح جبهة عسكرية الذي يعني منطقة جغرافية في وقت الحرب.
والفرق بين الجبهة السوفيتية ومجموعة الجيوش أن الجبهة لديها سلاح جوي خاص بها ويتبع هذا السلاح الجوي قائد الجبهة (وهو قائد عسكري من المشاة وليس الطيران).
وظهرت الجبهات السوفيتية لأول مرة خلال الحرب الأهلية الروسية ثم أزدهرت أكثر خلال الحرب الروسية البولندية عام 1920، الحرب الروسية الفنلندية عام 1939، غزو بولندا عام 1939 وخلال الحرب العالمية الثانية.
وخلال الحرب العالمية الثانية والحرب الباردة، وزعت الجبهات وقادة أركانها على العديد من المناطق العسكرية، أو أصبحوا مجموعات قوات سوفيتية تابعة لحلف وارسو. ويجب ملاحطة أن ليس كل المناطق العسكرية يمكن أن تكون فيها جبهة، كما أنه كان يوجد بعض الجبهات التي لم تمتلك سلاح جو مرتبط بها.